# قرى النزلات
قرى النزلات، هو اسم يطلق على مجموعة قرى فلسطينية تقع شمال قضاء طولكرم بالضفة الغربية، وتضم خمس قرى.

## التسمية
سميت بهذا الاسم لأن معظم مواقعها منخفضة، والنزلة تعنى المنخفض من الأرض أي الوهدة.

## التاريخ
كانت هذه الأسماء شائعة في فلسطين للتجمعات القروية، أثناء العهد العثماني في القرن الثامن عشر والتاسع عشر ،نذكر منها:
(قرى الكراسي، قرى جورة عمرة، قرى العِرقيات، قرى الكفريات، قرى النزلات، قرى الصعبيات، قرى الشعراوية، قرى مشاريق البيتاوي، قرى الجماعينيات، قرى بني حارث، قرى بني زيد).

## عدد قرى النزلات في فلسطين
تضم قرى النزلات خمس قرى بقضاء طولكرم، وهي:
- نزلة أبو نار: قرية تقع في ظاهر باقة الشرقية من الجنوب، على بعد نحو نصف كيلو متر منها، نزلتها في أواخر العهد العثماني عائلة أبو نار فنسبت إليها، بلغ عدد سكانها عام 1961 (107) نسمة.
- النزلة الشرقية: تقع في الجنوب الشرقي من قرية إفراسين، وترتفع 200 متراً عن سطح البحر، بلغ عدد سكانها عام 1961 (507) نسمة.
- نزلة عيسى: نزلها عيسى بن مسعف وعائلته نازحاً عن قرية كفر راعي فنسبت إليه، تقع في ظاهر باقة الغربية الشمالية، بلغ عدد سكانها عام 1961 (627) نسمة.
- النزلة الغربية: قرية تقع في ظاهر باقة الشرقية الجنوبي الشرقي، بلغ عدد سكانها عام 1961 (187) نسمة.
- النزلة الوسطى: تقع بين النزلة الشرقية والنزلة الغربية، بلغ عدد سكانها عام 1961 (128) نسمة.

### في فلسطين توجد عدة قرى سميت بهذا الاسم منها:
- نزلة الشيخ زيد الواقعة على بعد 3 كم شمال بلدة يعبد. سميت بهذا الاسم نسبة إلى الشيخ زيد الثاني الكيلاني. يسكن القرية نحو 2500 نسمة.
- قرية النزلة الواقعة إلى الشمال الغربي من جباليا بقطاع غزة،وقد أصبحت جزءاً منها، بلغ عدد سكانها عام 1982 حوالي 2000 نسمة.[7]